# Bermuda az 1996. évi nyári olimpiai játékokon
Bermuda az egyesült államokbeli Atlantában megrendezett 1996. évi nyári olimpiai játékok egyik részt vevő nemzete volt. Az országot az olimpián 4 sportágban 9 sportoló képviselte, akik érmet nem szereztek.

## Atlétika
Férfi
| Versenyző    | Versenyszám | Előfutam | Előfutam | Előfutam | Negyeddöntő | Negyeddöntő | Negyeddöntő | Elődöntő | Elődöntő | Elődöntő | Döntő   | Döntő    |
| Versenyző    | Versenyszám | Idő      | Hely.    | Össz.    | Idő         | Hely.       | Össz.       | Idő      | Hely.    | Össz.    | Idő     | Helyezés |
| ------------ | ----------- | -------- | -------- | -------- | ----------- | ----------- | ----------- | -------- | -------- | -------- | ------- | -------- |
| DeVon Bean   | 100 m       | 10,89    | 7.       | 88.*     | kiesett     | kiesett     | kiesett     | kiesett  | kiesett  | kiesett  | kiesett | kiesett  |
| Troy Douglas | 200 m       | 20,41    | 3.       | 4.*      | 20,63       | 6.          | 22.*        | kiesett  | kiesett  | kiesett  | kiesett | kiesett  |
| Troy Douglas | 400 m       | 45,61    | 3.       | 13.*     | 45,26       | 4.          | 14.**       | 46,33    | 7.       | 15.      | kiesett | kiesett  |

| Versenyző     | Versenyszám | Selejtező | Selejtező | Döntő    | Döntő    |
| Versenyző     | Versenyszám | Eredmény  | Helyezés  | Eredmény | Helyezés |
| ------------- | ----------- | --------- | --------- | -------- | -------- |
| Brian Wellman | Hármasugrás | 17,10 m   | 4.        | 16,95 m  | 6.       |

* - egy másik versenyzővel azonos eredményt ért el

** - két másik versenyzővel azonos eredményt ért el

## Kerékpározás

### Országúti kerékpározás
Férfi
| Versenyző      | Versenyszám   | Idő           | Helyezés      |
| -------------- | ------------- | ------------- | ------------- |
| Elliot Hubbard | Mezőnyverseny | nem ért célba | nem ért célba |

## Lovaglás
Díjlovaglás
| Versenyző       | Ló     | Versenyszám | 1. kör | 1. kör | 2. kör  | 2. kör  | 3. kör  | 3. kör  | Végeredmény | Végeredmény |
| Versenyző       | Ló     | Versenyszám | Pont   | Hely.  | Pont    | Hely.   | Pont    | Hely.   | Pont        | Helyezés    |
| --------------- | ------ | ----------- | ------ | ------ | ------- | ------- | ------- | ------- | ----------- | ----------- |
| Suzanne Dunkley | Elliot | Egyéni      | 60,08  | 40.    | kiesett | kiesett | kiesett | kiesett | kiesett     | kiesett     |

## Vitorlázás
Női
| Versenyző   | Versenyszám | Futam | Futam | Futam | Futam | Futam | Futam | Futam | Futam | Futam | Futam | Futam | Pontszám | Helyezés |
| Versenyző   | Versenyszám | 1     | 2     | 3     | 4     | 5     | 6     | 7     | 8     | 9     | 10    | 11    | Pontszám | Helyezés |
| ----------- | ----------- | ----- | ----- | ----- | ----- | ----- | ----- | ----- | ----- | ----- | ----- | ----- | -------- | -------- |
| Paula Lewin | Europe      | (20)  | 9     | 6     | 15    | 15    | 14    | 14    | 8     | 5     | (17)  | 8     | 94,0     | 14.      |

Nyílt
| Versenyző              | Versenyszám | Futam | Futam | Futam | Futam | Futam | Futam | Futam | Futam | Futam | Futam | Futam | Pontszám | Helyezés |
| Versenyző              | Versenyszám | 1     | 2     | 3     | 4     | 5     | 6     | 7     | 8     | 9     | 10    | 11    | Pontszám | Helyezés |
| ---------------------- | ----------- | ----- | ----- | ----- | ----- | ----- | ----- | ----- | ----- | ----- | ----- | ----- | -------- | -------- |
| Malcolm Smith          | Laser       | 40    | 31    | 41    | 32    | 42    | (45)  | (46)  | 40    | 43    | 34    | 35    | 338,0    | 42.      |
| Peter Bromby Lee White | Csillaghajó | 9     | (20)  | 9     | 10    | 11    | (19)  | 14    | 11    | 11    | 6     |       | 81,0     | 13.      |